# کاوه پهلوان

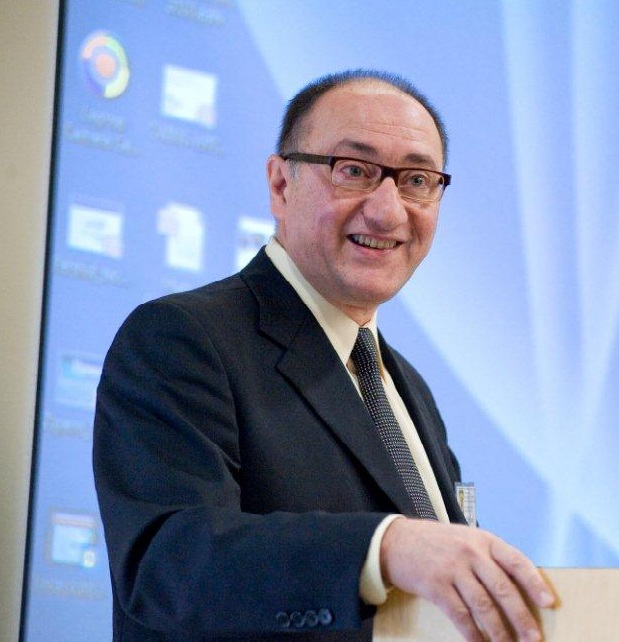
کاوه پهلوان

کاوه پهلوان (زادهٔ ۱۳۳۰ در تهران)، استاد دانشگاه مهندسی برق و رایانه، استاد علوم رایانه، و مؤسس و مدیر مرکز مطالعات شبکه‌های اطلاعات بی‌سیم، در مؤسسه پلی‌تکنیک ووستر واقع در ووستر ماساچوست است.
حوزهٔ پژوهشی کنونی او دسترسی بی‌سیم و محلی‌سازی شبکه‌های فضای بدنه (به انگلیسی: body area networks) و زمین‌مکانی خانگی (به انگلیسی: indoor geolocation) و ردگیری برای کاربردهای چندرباتی است. پیشینهٔ پژوهشی او مدل‌سازی انتشار رادیویی، مدولاسیون، کدگذاری، و پردازش سیگنال تطبیقی برای ارتباطات دیجیتال بروی باند صدا و محوسازی کانال‌های چندمسیرهٔ رادیویی است. او با بسیاری از دفاتر نشر اصلی فنی و دفاتر ثبت در حوزه‌های مذکور همکاری می‌کرد و نویسندهٔ چندین کتاب در حوزهٔ شبکه‌های بی‌سیم است.